# Arroyo Chamizo (San José)
El Arroyo Chamizo es un curso de agua uruguayo que atraviesa el departamento de San José perteneciente a la cuenca hidrográfica del Río de la Plata.
Nace en la Cuchilla Chamizo y desemboca en el río San José tras recorrer alrededor de 29 km.